# Wenceslau Braz (kommun i Brasilien, Paraná, lat -23,89, long -49,79)
Wenceslau Braz är en kommun i Brasilien.   Den ligger i delstaten Paraná, i den södra delen av landet, 900 km söder om huvudstaden Brasília. Antalet invånare är 19 294.
Följande samhällen finns i Wenceslau Braz:
- Wenceslau Braz

Omgivningarna runt Wenceslau Braz är en mosaik av jordbruksmark och naturlig växtlighet. Runt Wenceslau Braz är det ganska glesbefolkat, med 22 invånare per kvadratkilometer.